# Ганновка (Омская область)
Ганновка — село в Одесском районе Омской области. Административный центр и единственный населённый пункт Ганновского сельского поселения.

## История
Основано в 1907 году. В 1928 году село Ганновка состояло из 257 хозяйств, основное население — украинцы. Центр Ганновского сельсовета Павлоградского района Омского округа Сибирского края.

## Население
| 1926 | 2010 | 2011 | 2012 | 2013 | 2014 | 2015 |
| ---- | ---- | ---- | ---- | ---- | ---- | ---- |
| 1357 | ↘790 | →790 | ↘783 | →783 | ↗790 | ↗793 |
| 2016 | 2017 | 2018 | 2019 | 2020 | 2021 | 2023 |
| ↗795 | →795 | ↘788 | ↘766 | ↘765 | ↗779 | ↗790 |